# Idaho Stampede 2009-2010
La stagione 2009-10 degli Idaho Stampede fu la 4ª nella NBA D-League per la franchigia.
Gli Idaho Stampede arrivarono sesti nella West Conference con un record di 25-25, non qualificandosi per i play-off.

## Roster
|    | Naz.                   | Ruolo | Sportivo          | Anno | Alt. | Peso |  |
| -- | ---------------------- | ----- | ----------------- | ---- | ---- | ---- |  |
| 4  | Australia (bandiera)   | G     | Patty Mills       | 1988 | 183  | 79   |  |
| 6  | Stati Uniti (bandiera) | G     | Andre Barrett     | 1982 | 180  | 79   |  |
| 6  | Stati Uniti (bandiera) | G     | Mike Gansey       | 1982 | 193  | 93   |  |
| 11 | Stati Uniti (bandiera) | G     | Roberto Bergersen | 1976 | 198  | 95   |  |
| 12 | Stati Uniti (bandiera) | G     | Coby Karl         | 1983 | 196  | 98   |  |
| 12 | Stati Uniti (bandiera) | G     | Lanny Smith       | 1984 | 191  | 86   |  |
| 14 | Stati Uniti (bandiera) | G     | Donell Taylor     | 1982 | 196  | 98   |  |
| 15 | Stati Uniti (bandiera) | G     | Sundiata Gaines   | 1986 | 185  | 88   |  |
| 15 | Stati Uniti (bandiera) | G     | Lance Hurdle      | 1987 | 185  | 84   |  |
| 21 | Nigeria (bandiera)     | A     | Yemi Ogunoye      | 1985 | 206  | 95   |  |
| 22 | Stati Uniti (bandiera) | G     | Mildon Ambres     | 1984 | 196  | 91   |  |
| 24 | Stati Uniti (bandiera) | A     | Emmanuel Jones    | 1985 | 198  | 91   |  |
| 33 | Stati Uniti (bandiera) | A     | Bryson McKenzie   | 1983 | 208  | 104  |  |
| 34 | Stati Uniti (bandiera) | A     | J.C. Mathis       | 1982 | 206  | 102  |  |
| 34 | Stati Uniti (bandiera) | AC    | Cory Underwood    | 1980 | 208  | 107  |  |
| 41 | Stati Uniti (bandiera) | C     | Lance Allred      | 1981 | 211  | 118  |  |
| 42 | Stati Uniti (bandiera) | AC    | Joe Dabbert       | 1981 | 208  | 116  |  |
| 42 | Stati Uniti (bandiera) | C     | Jeff Graves       | 1981 | 206  | 122  |  |
| 44 | Stati Uniti (bandiera) | A     | Anthony Tolliver  | 1985 | 206  | 109  |  |
| 50 | Stati Uniti (bandiera) | C     | Cedric Simmons    | 1986 | 208  | 101  |  |

## Staff tecnico
- Allenatore: Bob MacKinnon
- Vice-allenatori: Joel Abelson, Justin Lyons
- Preparatore atletico: Kevin Taylor